# برامج حية

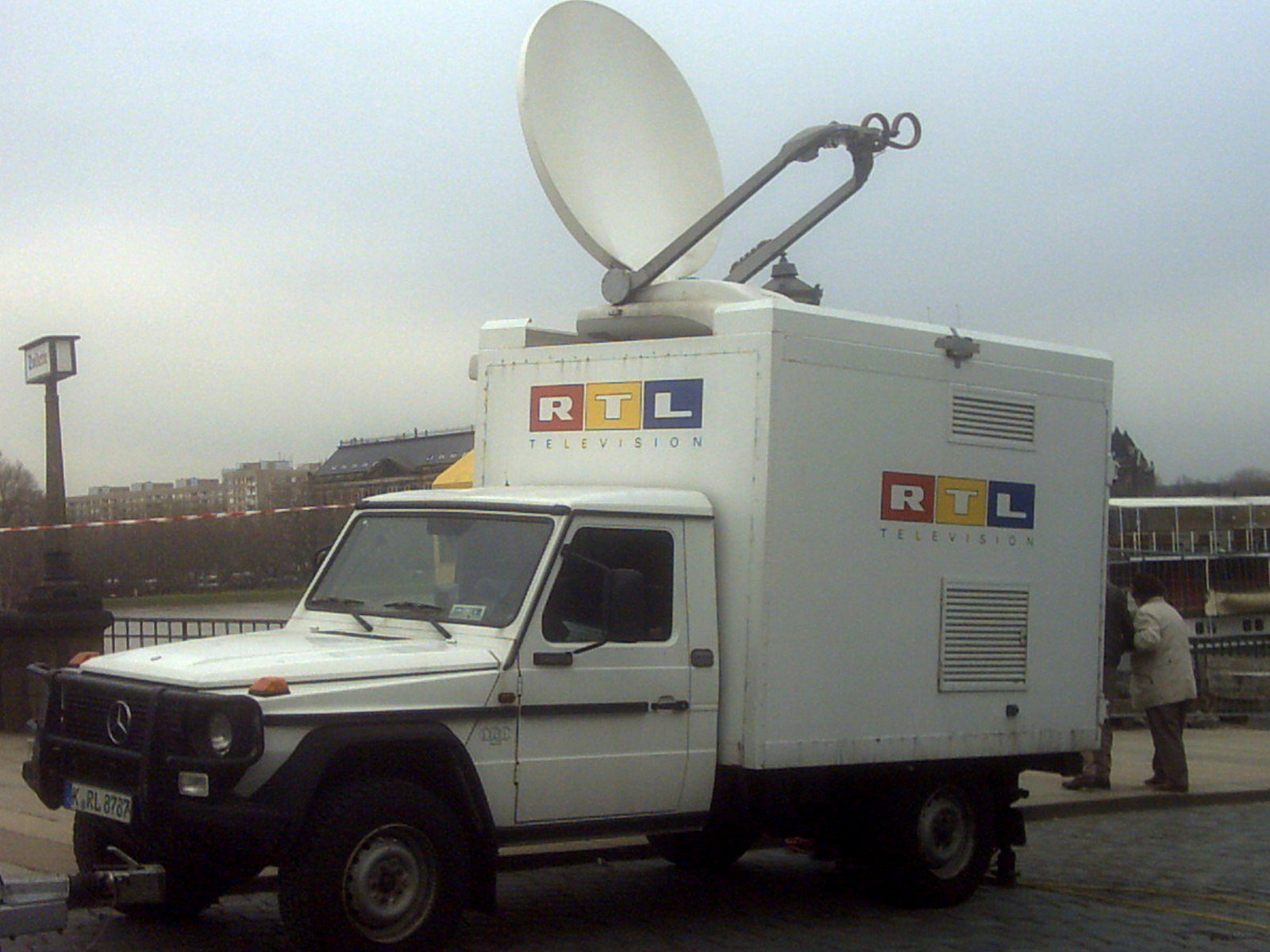

وهي البرامج التي يتم بثها مباشرة من أستديو التلفزيون من غير تسجيل مسبق لها ، حيث المواقف تجري في التسجيل لعرضها مباشرة للمشاهدين وتحمس المشاهد لما يراه من مواقف تلقائية غير مسجلة مسبقا.
1. ↑  "معلومات عن برامج حية على موقع thes.bncf.firenze.sbn.it". thes.bncf.firenze.sbn.it. مؤرشف من الأصل في 2020-08-18.
2. ↑  "معلومات عن برامج حية على موقع d-nb.info". d-nb.info. مؤرشف من الأصل في 2020-08-23.